# Ourapteryx nivea
Ourapteryx nivea là một loài bướm đêm trong họ Geometridae.